# Ka (Fluss)
Der Ka (auch Gulbin Ka) ist ein linker Nebenfluss des Sokoto in Nigeria. Er ist der letzte größere Nebenfluss des Sokoto, bevor dieser in den Niger mündet.

## Verlauf
Der Fluss hat seine Quellen im Osten des Bundesstaats Zamfara, etwa 70 km westlich von Funtua. Er fließt relativ geradlinig in westliche Richtung. Dabei bildet er zuerst die Grenze zwischen den Bundesstaaten Sokoto und Kebbi, später zwischen Kebbi und Sokoto. Der Ka mündet in die letzten 35 km des Unterlaufs des Sokotos.

## Hydrometrie
Die Abflussmenge des Ka wurde an der Mündung gemessen (in m³/s).